# Kostel svatého Viktora (Fígols)
Kostel svatého Viktora, katalánsky Sant Víctor de Fígols, je románská stavba s gotickými prvky v obci Fígols i Alinyà.

## Popis
Stavba má jednu loď s valenou klenbou a zaoblenou apsidou. Je zdobená externě lombardskými oblouky a dvojitými okny. Na obou stranách lodi jsou otevřené pravoúhlé kaple, které byly přidány později k původní stavbě. Zaoblené dveře s datem 1703 jsou na jižním průčelí. Na západě se tyčí zvonice.
Kostel byl spálen v roce 1836 během první karlistické války a uhořela v něm skupina vojáků.

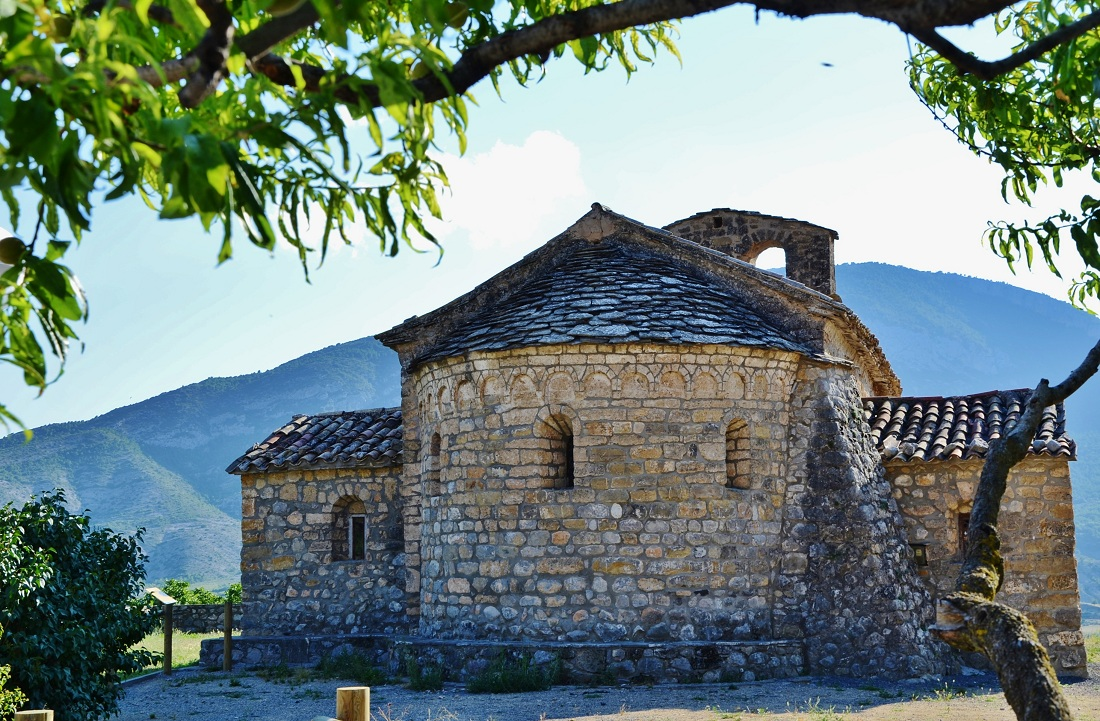
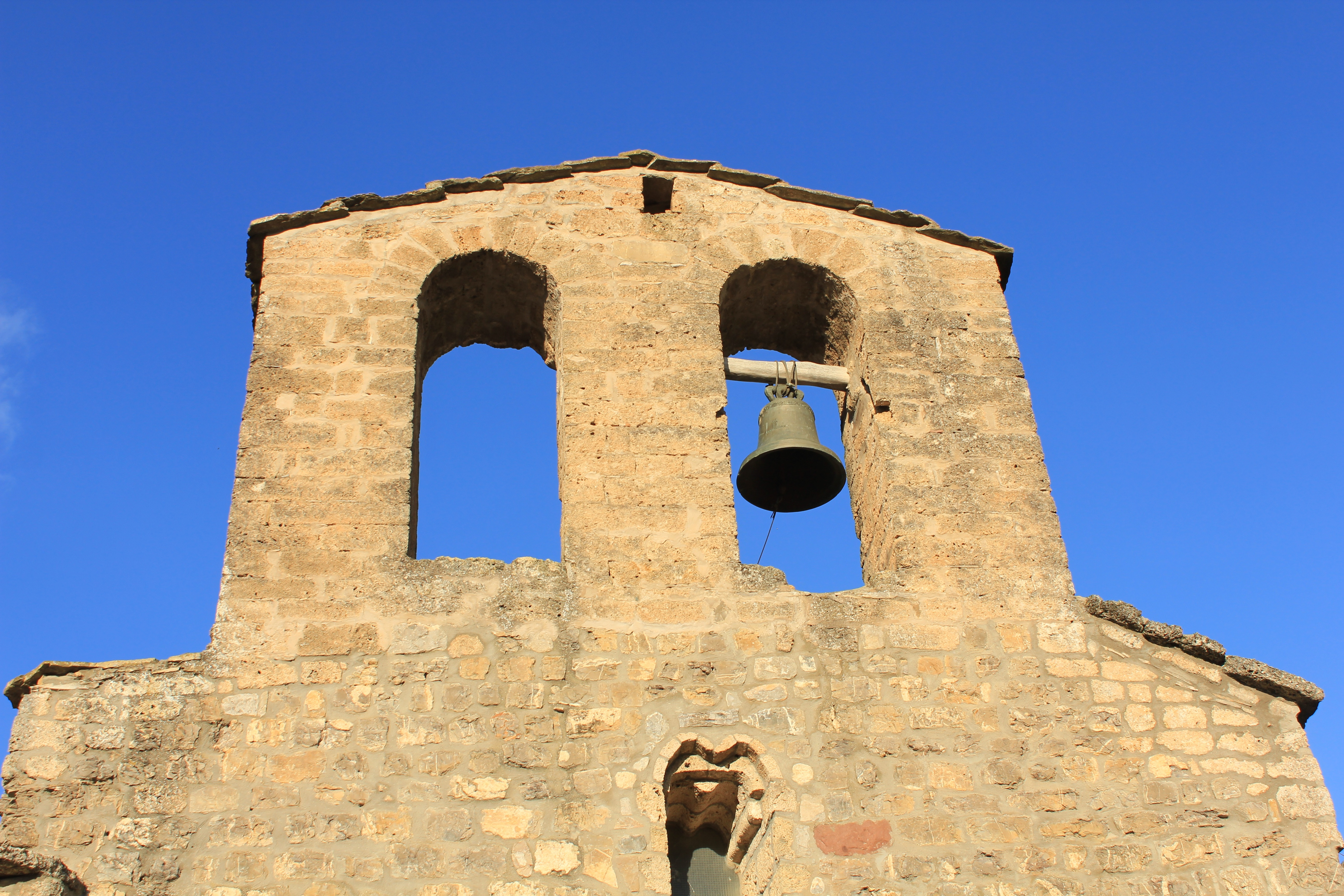

Je španělskou kulturní památkou.